# Natalia Dzierżkówna
Natalia Dzierżkówna (Dzierżek), ps. „Jerzy Orwicz”, „Janusz Tarczyc” (ur. 1861 w Kotiużanach, zm. 30 grudnia 1931 w Warszawie) – polska poetka, prozaiczka, autorka książek dla dzieci i młodzieży, tłumaczka, malarka, działaczka społeczna.

## Biografia

### Wczesne lata
Natalia Dzierżkówna urodziła się w 1861 r. w Kotiużanach na Podolu. Była córką Ottona Henryka Dzierżka i Marii Piątkowskiej, szlachty wywodzącej się z guberni podolskiej. W latach 1888–1889 studiowała w Szkole Sztuk Pięknych w Odessie. W latach 1888–1894 brała udział w pracy konspiracyjnej, m.in. w wydawaniu nielegalnego pisma „Ogniwo”.
Pod koniec XIX w.wielu Polaków studiowało na odeskich uczelniach. Razem z rosyjskimi kolegami tworzyli oni konspiracyjne kółka socjalistyczne i rewolucyjne. Studencki radykalizm był wyrazem wzmagającego się w Imperium Romanowów wrzenia, którego nastroje społeczne i polityczne kierowały się przeciwko władzy carskiej. Natalia Dzierżkówna również uległa rewolucyjnej atmosferze Odessy. Często odwiedzała mieszkanie Mariusza Zaruskiego, przy ul. Bazarnej, które stało się jednym z miejsc spotkań konspiracyjnych. Na tajnych zebraniach czytano i omawiano przemycone z zagranicy dzieła literackie, manifesty polityczne i odezwy. Przygotowywano się także do walki pod pretekstem ćwiczeń gimnastycznych. Wprawiano się we władaniu bronią i wojskowej musztrze. Konspiracja utrzymywała także kontakt z innymi organizacjami niepodległościowymi, m.in. z Polskim Towarzystwem Gimnastycznym „Sokół”, które zostało założone kilka lat po upadku powstania styczniowego, jako organizacja, której celem byłoby nie tylko podnoszenie sprawności fizycznej młodzieży, ale też rozbudzanie ducha narodowego, prowadzenie działań kulturalnych, oświatowych, a także wojskowych. U Zaruskich Dzierżkówna poznała pisarkę, Teresę Prażmowską, która w 1893 r. zamieszkała w Odessie po wydaleniu z Królestwa Polskiego, za udział w podziemnej pracy politycznej, społecznej i narodowej.

### Zesłanie
Aktywność ta nie umknęła uwadze carskiej policji. W połowie 1894 r. podczas jednego z zebrań w domu Zaruskich grupa konspiratorów została aresztowana i osadzona w odeskiej tiurmie. Aresztowana została także Natalia Dzierżkówna, Prażmowska wraz z synem i Zaruski. W 1895 r. została oskarżona o udział w odeskich strukturach „Sokoła” oraz innych polskich bezprawnych stowarzyszeniach i skazana na zesłanie na 3 lata do Archangielska. Prażmowska została skazana na 5 lat deportacji do Archangielska. Zaruski został skazany na 5 lat zsyłki i początkowo trafił na katorgi do Chołmogory, oddalonej o 75 km na południowy wschód od Archangielska. W lipcu 1896 r. uzyskał zgodę na przeniesienie do Archangielska, gdzie zamieszkał z w wynajętym pokoiku na poddaszu domu, w którym kwaterował inny Polak, Tadeusz Gałecki, który wiele lat później, już jako Andrzej Strug, został znanym pisarzem i publicystą. W Archangielsku, działało aktywnie polskie środowisko. Dzierżkówna, dzięki wpływowi Gałeckiego i Teresy Prażmowskiej sama zaczęła pisać.

### Twórczość
Po powrocie z zesłania zamieszkała w Warszawie. Tam uczyła się rysunku u Kazimierza Alchimowicza w prywatnej szkole malarstwa i rzeźby dla kobiet Bronisławy Poświkowej, którą prowadziła we własnym mieszkaniu.
Współpracowała z pismami „Bluszcz”, „Wędrowiec” i in. W „Konice Rodzinnej”, dwutygodniku wydawanym w Warszawie, ukazywały się jej wiersze i powieści. Była też redaktorką w tygodniku „Świat Kobiecy” poświęconym różnym gałęziom pracy kobiecej, literaturze, sztuce i gospodarstwu.
Ogłaszała utwory poetyckie, m.in. gawędę Bartłomiej Słomka (1900), nagrodzoną w konkursie „Gazety Świątecznej”, poemat Wśród rodzinnych gniazd (1901), zbiór liryków postromantycznych Poezje (1902), nowele psychologiczno-obyczajowe Okruchy życia (1901) i Błyski (1903). W 1903 r., nakładem Księgarni A. G. Dubowskiego w Warszawie, ukazała się powieść Ela, odznaczona na konkursie „Biblioteki dzieł wyborowych”. W tym samym roku ukazał się szkic powieściowy Gołębice, którego akcja toczyła się na początku IV w. W 1907 r. wydała dramat w III aktach i 6-iu odsłonach Witeź Iwo, którego akcja umiejscowiona został w czasach prasłowiańskich. W ramach serii „Zajmujące Czytanki” ukazała się w 1911 r. Sobotnia góra, opowieść z baśni mazowieckiego ludu. Również w 1911 r., wydała dramat o Juliusz Słowackim Nad Arnem oraz nakładem „Przeglądu Katolickiego” ukazała się książka Świętobliwa Jadwiga: Królowa Polska, wydana pod pseudonimem Janusz Tarczyc. Książka zawierała 22 ilustracje i miała być przeznaczona dla szerokiego kręgu odbiorców w związku z dążeniami do kanonizacji Jadwigi Andegaweńskiej.
Rozgłos zyskała, dzięki powieściom biograficznym o Tadeuszu Kościuszce Żywot wodza narodu (1909) i Od Dubienki do Racławic z rysunkami Stanisława Bagieńskiego (1918). W 1917 r. ukazała się książka Po stu latach: 15 października 1917 r., pod red. Jerzego Orwicza i Marii z Przeździeckich hr. Walewskiej, jako wydawnictwo pamiątkowe dla uczczenia bohatera narodowego T. Kościuszki. W 1922 r. nakładem Drukarni i Księgarni św. Wojciecha w Poznaniu wydana została nowela Cyrograf odznaczona w konkursie „Rozwoju” im. Bolesława Prusa. W 1923 r. wydała książkę Wariat o dziejach młodego działacza socjalistycznego. Pisała także książki dla dzieci i młodzieży, m.in. przeróbki Panienki z okienka Deotymy pt. W Bursztynowym Domu (1928) i Piękne powiastki dla grzecznych dzieci (1930).
Tłumaczyła dzieła rosyjskiego poety Siemiona Nadsona, francuskich pisarek Sophie de Segur i Marie Reynès-Monlaur, amerykańskich pisarzy Jamesa Fenimore’a Coopera i Thomasa Mayne Reida i in.
Natalia Dzierżkowska zmarła w Warszawie 30 grudnia 1931 r. 17 stycznia 1932 r. Kurier Warszawski zamieścił informację o śmierci literatki.

## Wybrane dzieła

### Poezja
- Wśród rodzinnych gniazd, 1901
- Poezje, 1902

### Proza
- Bartłomiej Słomka, 1900
- Błyski, 1903
- Ela, 1903
- Gołębice, 1903
- Okruchy życia, 1903
- Żywot wodza narodu, 1909
- Świętobliwa Jadwiga: Królowa Polska, 1911
- Sobotnia góra, 1911
- Po stu latach: 15 października 1917 r., pod red. Jerzego Orwicza i Marii z Przeździeckich hr. Walewskiej, 1917
- Od Dubienki do Racławic, 1918
- Cyrograf, 1922
- Wariat, 1923
- Jagusia, 1928

### Dramat
- Witeź Iwo, 1907
- Nad Arnem, 1911

### Antologie
- Jednodniówka: na gwiazdkę dla biednych dzieci, z ilustracjami Franciszka Siedleckiego, autorzy: Stanisława D. Popławska, Bolesław Prus, Janina Tomaszewska, Wacława Kiślańska, Maria Komornicka, Izydor Wysłouch, Henryk Sienkiewicz, Jerzy Orwicz, Władysław Jastrzębiec-Zalewski, Alfred Kwiatkowski, Maryla S., Zeno. Mar, 1906[26].

### Tłumaczenia
- Sophie de Ségur, Przykładne dziewczątka, wolny przekład z fr. Jerzego Orwicza ; il. Marian Stroynowski, Warszawa, Nowe Wydawnictwo, 1935[23]
- Sophie de Ségur, Przygody Zosi i Wesołe wakacje, wolny przekład z fr. Jerzego Orwicza; il. Marian Strojnowski, Warszawa, Nowe Wydawnictwo, 1936[24]
- James Fenimore Cooper, Młody Orzeł, wolny przekł. z ang. Jerzego Orwicza, rys. Mariana Strojnowskiego, 1928[27]
- James Fenimore Cooper, Lwy morskie, czyli Przygody kapitana Gardinera, wolny przekł. z ang. Jerzego Orwicza, rys. Mariana Strojnowskiego, 1925[28]
- James Fenimore Cooper, Wyspa szczęśliwa: przygody rozbitków, wolny przekł. z ang. Jerzego Orwicza, 1925[29]
- James Fenimore Cooper, Przygody młodego żeglarza na morzach i na lądach, wolny przekł. z ang. Jerzego Orwicza, rys. Mariana Strojnowskiego, 1926[30]
- Thomas Mayne Reid, Wodą i lądem, wolny przekł. z ang. Jerzego Orwicza, rys. Mariana Strojnowskiego, 1930[31]
- Stefan Coubé, Żydowskie dusze, 1911, przekład z fr. pod ps. Janusz Tarczyc[32]
- Marie Reynès-Monlaur, Promień: powieść z czasów przebywania Zbawiciela na ziemi, przekład z fr. pod ps. Janusz Tarczyc[33]